# Peter Läng
Pour les articles homonymes, voir Peter Lang et Lang.
Peter Läng ou ปีเตอร์ แลง en thaï, né le 16 avril 1986 à Zurich en Suisse, est un footballeur thaïlandais.

## Biographie
Peter est né à Zurich, en Suisse, de père suisse et de mère thaïlandaise.

### Club
Peter joue 57 matchs en 2e division suisse avec le FC Schaffhouse. 
En juillet 2010, il signe au Bangkok Glass.

### International
Peter fait ses débuts internationaux le 18 juillet 2009 contre le Pakistan.

## Palmarès

### En club
- Bangkok Glass :
  - Vainqueur de la Coupe de Singapour en 2010.